# هلهله‌چیان (فیلم)
هلهله‌چیان (انگلیسی: Cheerleaders) فیلمی پورنوگرافی است که در سال ۲۰۰۸ توسط دیجیتال پلی‌گراوند منتشر شد. این فیلم برنده چهار و نامزد پنج جایزه ای‌وی‌ان شد.

## داستان
یک روز عده‌ای هلهله‌چی پس از کار معمولشان وارد اتاق رختکن می‌شوند و ماجراهای جنسی خود را برای یکدیگر تعریف می‌کنند.

## بازیگران
- جسی جین
- ایدریانا لین
- الکسیس تگزاس
- برایانا لاو
- جیمز دین
- لکسی تایلر
- مانوئل فررا
- ممفیس مونرو
- پریا ری
- شاونا لنی
- شی جردن
- سوفیا سانتی
- استویا
- تامی گان